# Арборијамар (Сасари)
Арборијамар је насеље у Италији у округу Сасари, региону Сардинија.
Према процени из 2011. у насељу је живело 37 становника. Насеље се налази на надморској висини од 18 м.